# Pappos van Alexandrië

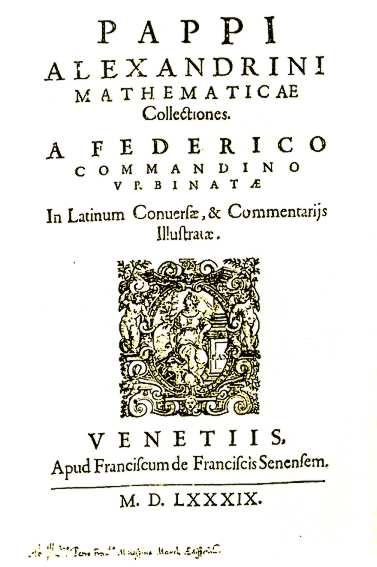
Titelblad van Pappos zijn Mathematicae Collectiones, vertaald door Federico Commandino (1589).

Pappos van Alexandrië (Oudgrieks Πάππος ὁ Ἀλεξανδρεύς) (ca. 290 - ca. 350 na Chr.) was een van de laatste grote oud-Griekse wiskundigen uit de late oudheid. Hij staat bekend om zijn Synagoge of Collectiones (ca. 340) en om de naar hem genoemde zeshoekstelling van Pappos uit de projectieve meetkunde. Er is niets bekend over zijn leven behalve wat hij zelf geschreven heeft. Hij gaf les in Alexandrië en hij had een zoon, die Hermodorus heette.
Mathematicae Collectiones (Wiskundige verzamelingen), zijn bekendste werk, is een compendium van de wiskunde in acht delen, waarvan het grootste deel de tand des tijds heeft overleefd. Het werk bestrijkt een breed scala van onderwerpen, waaronder meetkunde, recreatieve wiskunde, verdubbelen van de kubus, veelhoeken en veelvlakken.

## Externe schakel
- (en) Pappos van Alexandrië op MacTutor. Geraadpleegd op 2 juli 2010.